# María de las Angustias de Arizcun y Heredia
María de las Angustias de Arizcun y Heredia (Granada, 1826-Madrid, 1896), conocida por su título nobiliario de condesa de Heredia-Spínola, fue una noble española.

## Biografía
Nació en Granada el 8 de noviembre de 1826. Fue tercera condesa de Heredia Spínola, grande de España, sexta marquesa de Iturbieta y cuarta condesa de Tilly hasta que cedió este título, en 1889, a su hijo Alfonso. Fue también dama de las reinas Isabel II, María de las Mercedes y María Cristina; dama noble de la banda de la reina María Luisa y de la de Santa Isabel de Portugal, y era la única hija del quinto marqués de Iturbieta, Miguel de Arizcun y Tilly, y de la hija mayor del segundo conde de Heredia Spínola.
Contrajo matrimonio en 1852 con Luis Martos y Potestad, que fue teniente coronel de Infantería, siete veces diputado a Cortes, alcalde y gobernador de Madrid, consejero de Estado, gentilhombre de cámara con ejercicio y servidumbre y caballero gran cruz de la Orden de Carlos III, fallecido en Madrid el 3 de julio de 1892. De este matrimonio dejó tres hijos: María de las Angustias, casada con Salvador de Zulueta, segundo marqués de Álava y vizconde de Casa-Blanca, a la que la reina regente concedió el título de baronesa de Spínola en 1890; Narcisa, esposa de José Osorio y Heredia, conde de la Corzana, grande de España, sobrino e inmediato sucesor del marqués de Alcañices, duque de Sexto, de Algete y de Alburquerque: y Alfonso Francisco, conde de Tilly.
Persona muy unida a la familia real española, la condesa de Heredia Spínola siguió a aquella a la emigración, estableciéndose en Bayona durante los años primeros del Sexenio Democrático. Allí, por aquel entonces, y en su casa de Madrid más adelante, tuvieron centro principal los trabajos encaminados a la restauración de la monarquía borbónica, siendo defensora de la causa de Alfonso XII. En sus salones se celebraron diversas reuniones y fiestas, la más famosa de las cuales fue el baile dado en la casa de la calle de Hortaleza, donde ocupaban los condes de Heredia-Spínola el piso principal, y donde servía de residencia el cuarto bajo al marqués de Iturbieta, padre de la condesa.
Falleció el 9 de agosto de 1896.